# 無理心中 日本の夏
「無理心中 日本の夏」（むりしんじゅう　にほんのなつ）は、1967年9月2日に公開された日本映画大島渚監督作品。

## 概要、ストーリー
18歳のネジ子は男無しでは生きられない女であった、ある日男を海岸に誘い出すが、自分には興味を示さず、ただ自殺を望むだけであった。しかしそこで偶然やくざたちがライフルを掘り出しているのを目撃してしまい、、、。登場人物の中でネジ子は紅一点であり、少年以外の登場人物のキャラクターはいささか不潔感のある設定となっている。

## スタッフ
- 監督：大島渚
- 脚本：田村孟、大島渚、佐々木守
- 撮影：吉岡康弘
- 美術：戸田重昌
- 音楽：林光
- 録音：西崎英雄
- 照明：佐野武冶

## キャスト
- ネジ子：桜井啓子
- オトコ：佐藤慶
- 少年：田村正和
- テレビ：戸浦六宏
- おもちゃ：殿山泰司
- 鬼：小松方正
- 付人：溝口舜亮
- おにいさん：観世栄夫
- 彼氏：福田善之

## 映像ソフト
- 2012年12月21日、松竹からDVDが発売された。